# ウンベルト・カッティーニ
ウンベルト・カッティーニ（Umberto Cattini, 1922年11月14日 - ）は、イタリアの指揮者。
ヴェローナの音楽家の生まれ。ヴァイオリニストだった父親とハーピストだった母親から音楽の手ほどきを受ける。1950年から1963年までフェニーチェ座の指揮者陣に加わり、1956年にはボローニャ市立劇場で指揮。1956年から1969年までジェノヴァのカルロ・フェリーチェ新劇場の指揮者を務め、1970年から1974年までピサのヴェルディ劇場で指揮した。